# Neocyema erythrosoma
Neocyema erythrosoma – gatunek węgorzokształtnej ryby głębinowej, jedyny przedstawiciel rodzaju Neocyema i rodzinie Neocyematidae. Gatunek batypelagiczny, żyje na głębokościach 2000–2200 m. Jego ciało jest krótkie (16 cm), bocznie ścieśnione, o jasnoczerwonym zabarwieniu. Szczęki są delikatne, uzbrojone w małe zęby. Oczy małe.
Początkowo był znany z dwóch tylko osobników złowionych w 1971 roku w południowo-wschodnim Atlantyku, na zachód od Kapsztadu. Na ich podstawie gatunek został opisany naukowo w 1978 przez P. Castle'a. W czerwcu 2006 i we wrześniu 2008 roku w zachodniej części północnego Atlantyku złowiono dwie kolejne ryby z tego gatunku. Ich zbadanie zdaje się potwierdzać hipotezę, że N. erythrosoma jest dojrzałą formą opisanego wcześniej pod nazwą Leptocephalus holti leptocefala.